# ثمل القهرمانة
ثمل القهرمانة (توفيت سنة 317 هـ / 928 م) هي قهرمانة عبَّاسيَّة مُتنفذة من أصلٍ رومي، تولَّت القضاء وجلست لمظالم النَّاس في الرصافة سنة 306 هـ / 918 م، ثم تولَّت أعمال السَّيدة شغب بعد نكبة أم مُوسى القهرمانة في سنة 310 هـ / 922 م، وهي أول امرأة مسلمة تتولى مهنة القضاء في التاريخ الإسلامي.
تم اعتبار شخصية أم موسى القهرمانة وثمل بمثابة شخصٍ واحد في بعض المصادر التاريخيَّة، إلا أنهما امرأتان مُختلفتان شغلتا نفس المنصب وهو "قهرمانة أم الخليفة".

## نشأتها
كانت ثمل جارية روميَّة الأصل، اشترتها السَّيدة شغب بخمسة آلاف درهم من سوق بغداد للنخَّاسين.

## توليها القضاء
تولَّت ثمل منصبًا قضائيًا رفيعًا بأمر من السَّيدة شغب في سنة 306 هـ / 918 م، ليكون الأوَّل من نوعه في تاريخ الخلافة لتولي إمرأة منصب قضائي هام. سمح المنصب الجديد لثمل بالجلوس في مظالم النَّاس والنظر في دعاويهم كل يوم جمعة، وكان مجلسها يضم القضاة والأعيان، وتبرز التواقيع وعليها خطُّها، وكانت تعقد جلساتها في التَّربة في الرَّصافة. وقد أثار هذا الأمر، استنكار الناس لهذه البدعة الشنيعة في تاريخ القضاء، حسب المُؤرخة سولاف فيض الله حسن.
ويُنقل أنه لم يكُن لها دورٌ هام في أول جلسة لها، لكن ما إن جلست في الأسبوع الثاني، وأُحضر القاضي أبُو الحسن، حتى صلح أمرها، وأصلح عليهما، لتخرج التوقيعات على سداد، وعلى ضبطها، فانتفع بذلك المظلومون وسكن غضب الناس. ويرى المسعودي أن جلوس القهرمانة ثمل للمظالم، ما هو إلا مظهر من مظاهر تدهور الخلافة العبَّاسيَّة في عصر المُقتدر بالله، ويذهب إلى ذلك، ليعكس حقيقة غلبة النساء على المُلك والتدبير.

## قهرمانة السَّيدة شغب
بعد نكبة أم مُوسى القهرمانة في سنة 310 هـ / 922 م، سُرعان ما أصبحت قهرمانة وحازت على ثقة سيدتها، ليتم تعيينها وكيلة أعمالها بعد أم مُوسى. ويعود سبب ذلك إلى استعانة السَّيدة شغب بالقهرمانات لتساعدها في إدارة شؤون الدولة بسبب صغر سن ابنها الخليفة جعفر المقتدر بالله وتوسيع سلطتها ونفوذها.
اشتهرت ثمل بقساوة قلبها، وشراسة أخلاقها، ولذلك سلَّمت السَّيدة شغب، كلًا من أم مُوسى القهرمانة وأخوها أحمد بن العبَّاس، وأختها أم مُحمَّد، حيث أذاقتهم الويلات، وقست عليهم أشد قسوة، وبسبب ذلك، تمكنت من استخراج أموال وجواهر كثيرة، اضطَّر على أثرها الوزير عليُّ بن عيسى أن يستحدث ديوانًا جديدًا مُؤقتًا لإدارة هذه الأموال المقبوضة، وسُمي ديوان المقبوضات عن أم موسى.

## مصيرها
لا يعلم ما آل مصير ثمل القهرمانة، أو ما إذا كانت حصل لها نُكبة كسابقاتها من القهرمانات، إلا أنه يُرجَّح بقائها مع سيدتها شغب حين تسلَّم مُحمَّد القاهر بالله للخلافة في سنة 320 هـ / 932 م ولم يعد لها ذكر.

### فهرس المنشورات
1. 1 2 3 4  حسن (2013)، ص. 127.
2. 1 2  حسن (2013)، ص. 128.

### فهرس الوب
1. ↑  ""ثمل" القهرمانة.. كبيرة الخدم التي صارت أول قاضية في تاريخ الإسلام | Irfaasawtak". www.irfaasawtak.com. مؤرشف من الأصل في 2022-09-18. اطلع عليه بتاريخ 2024-05-16.

### معلومات المنشورات كاملة
الكُتُب العربيَّة مرتبة حسب تاريخ النشر
- سولاف فيض الله حسن (2013). دور الجواري والقهرمانات في دار الخلافة العباسية (ط. 1). دمشق: صفحات للدراسات والنشر والتوزيع. ISBN:978-9933-495-13-8. OCLC:6914266520. OL:43175027M. QID:Q125689500.

### وصلات خارجية
- دار الإفتاء المصرية - نساء قاضيات